# ویکی‌پدیای لاتگالی
ویکی‌پدیای لاتگالی نسخهٔ زبان لاتگالی وب‌گاه ویکی‌پدیا است.

## تاریخچه
ویکی‌پدیای لاتگالی در ۲۵ اوت ۲۰۱۶، با ۷۸۱ مقاله، در رتبه دویست و چهل و هفت ویکی‌پدیاها قرار دارد.